# 衛星管制総合指揮所

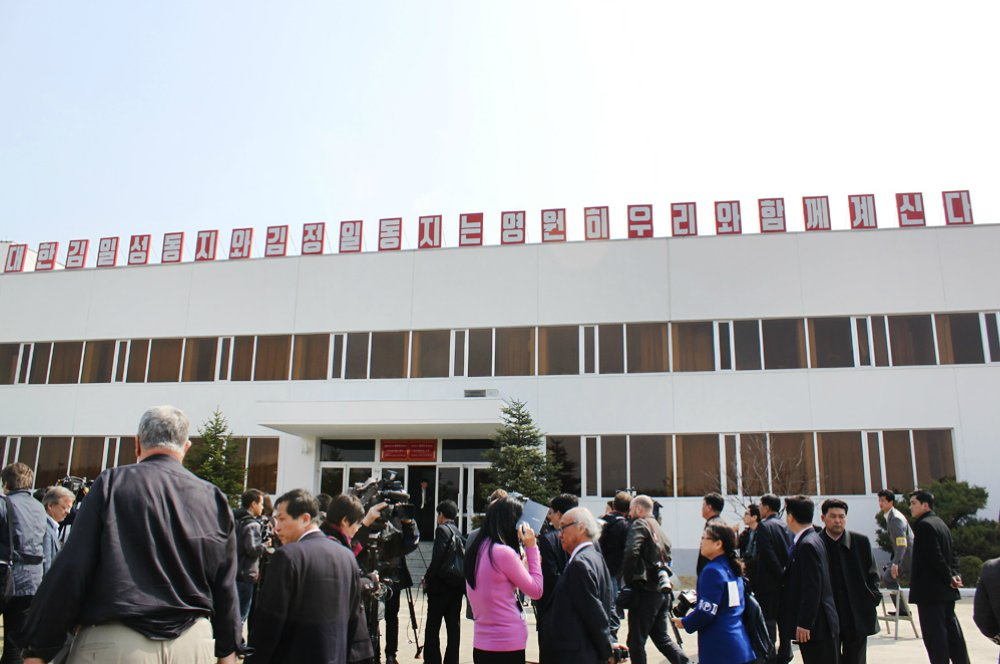
建物外観

衛星管制総合指揮所（英: General Satellite Control Center）は朝鮮民主主義人民共和国の宇宙開発計画におけるメインミッションコントロールセンター。平壌直轄市龍城区域に位置し、朝鮮宇宙空間技術委員会によって運用される。
このコントロールセンターは2009年、朝鮮中央放送による光明星2号打ち上げ放送の際に初めて登場した。
2012年4月光明星3号1号機打ち上げの際には、海外メディアにも公開された。